# Darban Highfalls
Die Darban Highfalls sind ein Wasserfall auf der Karibikinsel St. Lucia. 

## Geographie
Der Wasserfall ist einer von mehreren Wasserfällen an den Quellbächen des Piaye River. Er ist eines der Wanderziele im Quarter (Distrikt) Laborie. Er liegt auf einer Höhe von ca. 290 m. 
An benachbarten Quellbächen des Piaye Rivers liegen die Wasserfälle La Haut Waterfall und Darban Three Waterfalls.